# الزهرة (الحديدة)

تعديل مصدري - تعديل

الزهرة هي مدينة ومركز مديرية الزهرة بمحافظة الحديدة اليمنية، بلغ تعداد سكانها 8636 نسمة حسب الإحصاء الذي أجري عام 2004.